# 克萊登峰
克萊登峰（英語：Claydon Peak）是南極洲的山峰，位於沙克爾頓海岸，處於一月山口以南，屬於毛德王后山脈的一部分，海拔高度3,040米，由英聯邦探險隊踏足，現時由南極條約體系管理。